# Stentjärnen (Svegs socken, Härjedalen, 689719-141069)
Stentjärnen är en sjö i Härjedalens kommun i Härjedalen och ingår i Ljusnans huvudavrinningsområde. Sjön har en area på 0,149 kvadratkilometer och ligger 373,1 meter över havet.

## Delavrinningsområde
Stentjärnen ingår i det delavrinningsområde (689882-140811) som SMHI kallar för Utloppet av Stentjärnen. Medelhöjden är 431 meter över havet och ytan är 13,29 kvadratkilometer. Det finns inga avrinningsområden uppströms utan avrinningsområdet är högsta punkten. Vattendraget som avvattnar avrinningsområdet har biflödesordning 3, vilket innebär att vattnet flödar genom totalt 3 vattendrag innan det når havet efter 269 kilometer. Avrinningsområdet består mestadels av skog (60 procent) och sankmarker (34 procent). Avrinningsområdet har 0,15 kvadratkilometer vattenytor vilket ger det en sjöprocent på 1,1 procent.